# Apt-rpm
Apt-rpm è una versione modificata dell'Advanced Packaging Tool modificata per gestire i file .rpm dell'RPM Package Manager.
È sviluppata per i sistemi operativi basati sul kernel linux (generalmente una distribuzione GNU/Linux).

## Storia
Il programma fu inizialmente concepito da Alfredo Kojima all'incirca nel 2003 e in seguito migliorato da Gustavo Niemeyer, entrambi allora sviluppatori della distribuzione GNU/Linux Conectiva. Nel marzo 2005 Niemeyer annunciò che non avrebbe più proseguito lo sviluppo del programma, per concentrarsi sul nuovo Smart Package Manager, che avrebbe dovuto sostituire il gestore pacchetti precedente.
Nel 2006 la continuazione del progetto venne ripresa da Panu Matilainen, sviluppatore di Red Hat, che introdusse il supporto alle multilib e ai metadata dei repositories.

## Utilizzo nelle distribuzioni GNU/Linux
Alcune distribuzioni che utilizzano apt-rpm come proprio gestore pacchetti sono:
- ALT Linux Sisyphus: apt è il package manager ufficiale della distribuzione;
- Caixa Mágica: apt-rpm e Urpmi sono i due package manager utilizzabili in Caixa Mágica 12;
- openmamba: apt è l'unico package manager utilizzabile per gli upgrade nella distribuzione openmamba;
- PCLinuxOS: che utilizza anche una versione modificata di Synaptic come interfaccia grafica;
- Ark Linux: Ark ha in precedenza utilizzato apt-rpm come suo package manager, ma in seguito ha effettuato la transizione al package manager ZYpp a partire dalla release del 2009;
- Vine Linux: APT-RPM è stato il principale, ed ufficialmente supportato gestore di pacchetti della distribuzione, dal 2001.